# Малая Калиновка (Днепропетровская область)
Малая Калиновка (укр. Мала Калинівка) — село, Иверский сельский совет, Солонянский район, Днепропетровская область, Украина.
Код КОАТУУ — 1225083003. Население по переписи 2001 года составляло 365 человек.

## Географическое положение
Село Малая Калиновка находится на одном из истоков реки Солёная, на расстоянии в 2,5 км от села Иверское. Рядом проходит железная дорога, станция Платформа 298 км в 1,5 км.